# Галиндо, Самуэль
Самуэ́ль Гали́ндо Сухе́йро (исп. Samuel Galindo Suheiro; род. 18 апреля 1992, Санта-Крус-де-ла-Сьерра, Боливия) — боливийский футболист, полузащитник клуба «Олвейс Реди» и сборной Боливии.

## Клубная карьера
Галиндо — воспитанник клуба «Реал Америка». В 2010 году его нашли скауты лондонского «Арсенала» и пригласили в Англию. Подписав контракт с «пушкарями», Самуэль для получения игровой практики был отдан в аренду в испанскую «Саламанку». 15 октября в матче против «Рекреативо» он дебютировал в испанской Сегунде. Летом 2011 года Галиндо на правах аренды присоединился к «Химнастику» из Таррагоны. 28 августа в поединке против «Реал Вальядолид» он дебютировал за новую команду. Третьей испанской арендой Самуэля стал «Луго». 1 сентября 2012 года в матче против «Кордовы» он дебютировал за новый клуб.
В 2013 году Галиндо на правах аренды вернулся на родину, став футболистом «Хорхе Вильстерманн». 17 февраля в матче против «Ла-Пас» он дебютировал в чемпионате Боливии. После окончания аренды, Арсенал вновь отправил Самуэля за игровой практикой, но в «Ориенте Петролеро», «Спорт Бойз Варнес» и бразильском «Португеза Деспортос» он не получил своего шанса.
В начале 2014 года им интересовался американский «Колорадо Рэпидз», но до предложения не дошло. Летом 2015 года Галиндо перешёл в «Петролеро». 22 августа в матче против «Стронгест» он дебютировал за новую команду. 26 сентября в поединке против «Сан-Хосе Оруро» Самуэль забил свой первый гол за «Петролеро». Летом 2016 года Галиндо вернулся в «Спорт Бойз Варнес». 15 сентября в матче против «Университарио Сукре» он дебютировал за новую команду. 8 декабря в поединке против «Ориенте Петролеро» Самуэль забил свой первый гол за «Спорт Бойз Варнес». Летом 2017 года Галиндо присоединился к «Стронгест». 30 июля в поединке против «Сан-Хосе Оруро» он дебютировал за новый клуб.
В начале 2018 года Галиндо в поисках игровой практики на правах аренды перешёл в «Сан-Хосе Оруро». 27 января в матче против «Насьональ Потоси» он дебютировал за новую команду. 31 мая в поединке против «Боливара» Самуэль забил свой первый гол за «Сан-Хосе Оруро». В начале 2019 года Галиндо подписал контракт с «Олвейс Реди». 19 января в матче против «Спорт Бойз Варнес» он дебютировал за новую команду. 14 апреля в поединке против «Сан-Хосе Оруро» Самуэль азбил свой первый гол за «Олвейс Реди».

## Международная карьера
В начале 2009 года Галиндо в составе молодёжной сборной Боливии принял участие в молодёжном чемпионате Южной Америки в Венесуэле. На турнире он сыграл в матчах против Бразилии, Уругвая, Парагвая и Чили.
25 февраля 2010 года в товарищеском матче против сборной Мексики Самуэль дебютировал за сборную Боливии.
В 2016 году в составе сборной Галиндо принял участие в Кубке Америки в США. На турнире он был запасным и на поле так и не вышел. 2019 году Самуэль во второй раз попал в заявку на участие в Кубке Америки в Бразилии. На турнире он вновь остался в запасе.